# 青海蒙古族
青海蒙古族，又称德都蒙古族（汉语拼音字母：Deed Mônggôlqûûd，卫拉特托忒文：ᡑᡄᡃᡑᡉ
ᡏᡆᡊᡎᡆᠯᡏᡇᡇᡑ，转写：，“德都”原意为“上部”）、柴達木蒙古族、庫庫諾爾蒙古族（Köke naɣur-in Mongol），是生活在青海湖一带的蒙古族。大多数为厄鲁特蒙古和硕特部，清代因此统称其为青海额鲁特。但也有来自喀尔喀与土默特、鄂尔多斯的部落。他们在服装上藏化但仍用托忒蒙古文。

## 歷史
蒙古人在元代已進入青海，但蒙古各部在明代才开始大規模移居。明末时顧实汗入主青海，在打败藏巴汗后于此建立和硕特汗国。清朝康雍乾时期，康熙帝打败噶尔丹后，和硕特人罗卜藏丹津向清廷表示臣服，但因在雍正元年（1723年）反清，失败后遂被編入青海蒙古盟旗，在清朝“扶番抑蒙”的政策下，青海地区蒙藏力量发生易转，青海蒙古持续衰败。随着藏族部落人畜繁殖的快速发展，原分布在黄河以南地区的藏族各部开始渡河北移、侵占蒙古各旗游牧地。1821年藏族大规模向北進入他们的旗地，青海蒙古从此一厥不振。
雍正至道光年间，青海二十九旗及察汗諾門罕（喇嘛旗）為一盟，不設盟長，以西寧辦事大臣蒞盟。道光三年（1823年），分黄河以北二十四旗為青海左翼盟、青海右翼盟，每翼始設正、副盟長一。黄河以南剩余五旗不入盟，称为“河南五旗”。

## 文化
青海蒙古族居住青藏高原，因这部分蒙古族生活的区域地势高和靠近西藏的佛教圣地，因此其自称为“德都蒙古”，这个称谓在清初的蒙古文文献中就已经开始广泛使用，也可译为“上蒙古”，对应其他语言中用来称呼青海蒙古的名称。青海蒙古远离蒙古高原，入居青海後长期与藏族交错杂居，二者的经济生产生活方式类似、又都信奉藏传佛教，使得他们比其他地区的蒙古族接受更多藏文化，其中相当一部分人也转而使用藏语。
现今生活在中国青海省境内的蒙古族主要分布在海西蒙古族藏族自治州的格尔木市、德令哈市、都兰县、乌兰县，海北藏族自治州海晏县还有黄南藏族自治州河南蒙古族自治县境内。其中生活在海西州的蒙古族有完整的从幼儿园至高中的蒙古语学校。

## 各部组成
青海蒙古以厄鲁特蒙古为主体，包括和硕特、土尔扈特、绰罗斯、辉特四部移居青海者。四部分牧而处，清廷平定青海後一共在青海厄鲁特设28札萨克。其中和硕特部人最多，有21札萨克，土尔扈特部4札萨克，绰罗斯2札萨克，辉特部1札萨克。初不设盟，无盟长。每次会盟，由西宁办事大臣莅盟主持，盟址在察罕托罗海（今青海省湟源县西南）。开始三年会盟一次，后来一年会盟一次。乾隆十六年（1751年）改为两年一次，道光三年（1823年），分黄河北24旗为左右两翼，左翼盟、右翼盟每翼有正副盟长各一人。厄鲁特蒙古之外，南迁的青海喀尔喀仅1札萨克。